# Mariella Lotti
Pour les articles homonymes, voir Lotti.
Mariella Lotti née Anna Maria Pianotti le 18 novembre 1919 à Busto Arsizio et morte le 18 décembre 2004 à Neuilly-sur-Seine, est une actrice italienne.

## Filmographie partielle

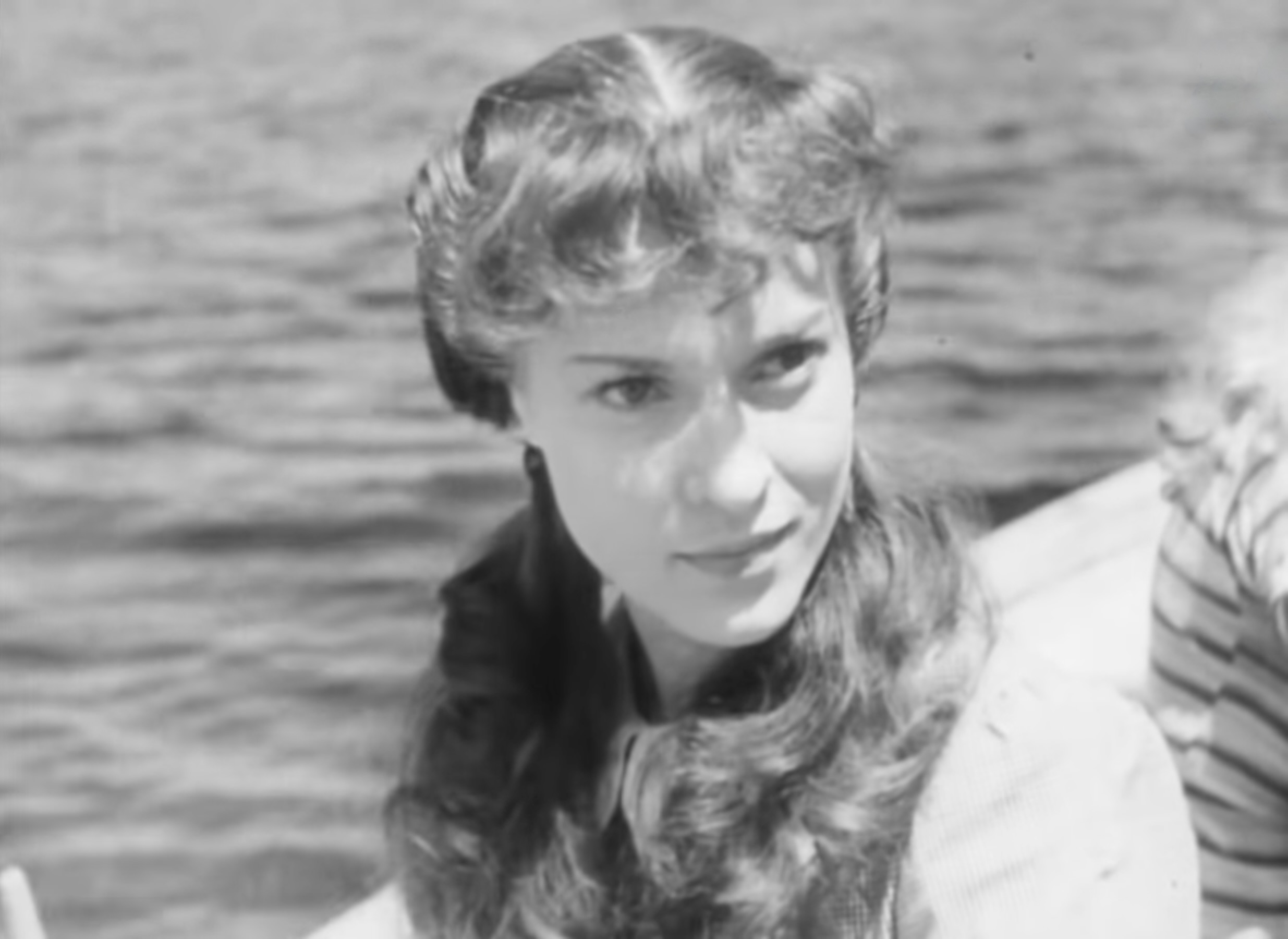
Mariella Lotti dans Malacarne en 1946.

- 1938 : Jeanne Doré de Mario Bonnard
- 1939 : Le Ring enchanté (Io, suo padre) de Mario Bonnard
- 1940 : Kean de Guido Brignone
- 1940 : Le Pont des soupirs (Il ponte dei sospiri) de Mario Bonnard
- 1940 : La Fille du corsaire : (La figlia del Corsaro Verde) d'Enrico Guazzoni
- 1942 : Phares dans le brouillard de Gianni Franciolini
- 1945 : Le Passé qui tue (La freccia nel fianco) d'Alberto Lattuada et Mario Costa
- 1945 : Sept femmes, sept destins (Nessuno torna indietro) d'Alessandro Blasetti
- 1946 : Malacarne de Pino Mercanti
- 1947 : Le avventure di Pinocchio de Giannetto Guardone : la fée bleue
- 1947 : Les Frères Karamazov (I fratelli Karamazoff) de Giacomo Gentilomo
- 1947 : Fumerie d'opium (La Fumeria d'oppio) de Raffaello Matarazzo
- 1948 : Le Choix des anges (Arrivederci, papà!) de Camillo Mastrocinque
- 1949 : Les Pirates de Capri (I pirati di Capri) d'Edgar G. Ulmer et Giuseppe Maria Scotese
- 1950 : Pour l'amour du ciel (E' più facile che un cammello..) de Luigi Zampa
- 1952 : Nez de cuir d'Yves Allégret
- 1953 : Les Coupables (Processo alla città) de Luigi Zampa